# Bruno Vahl-Berg

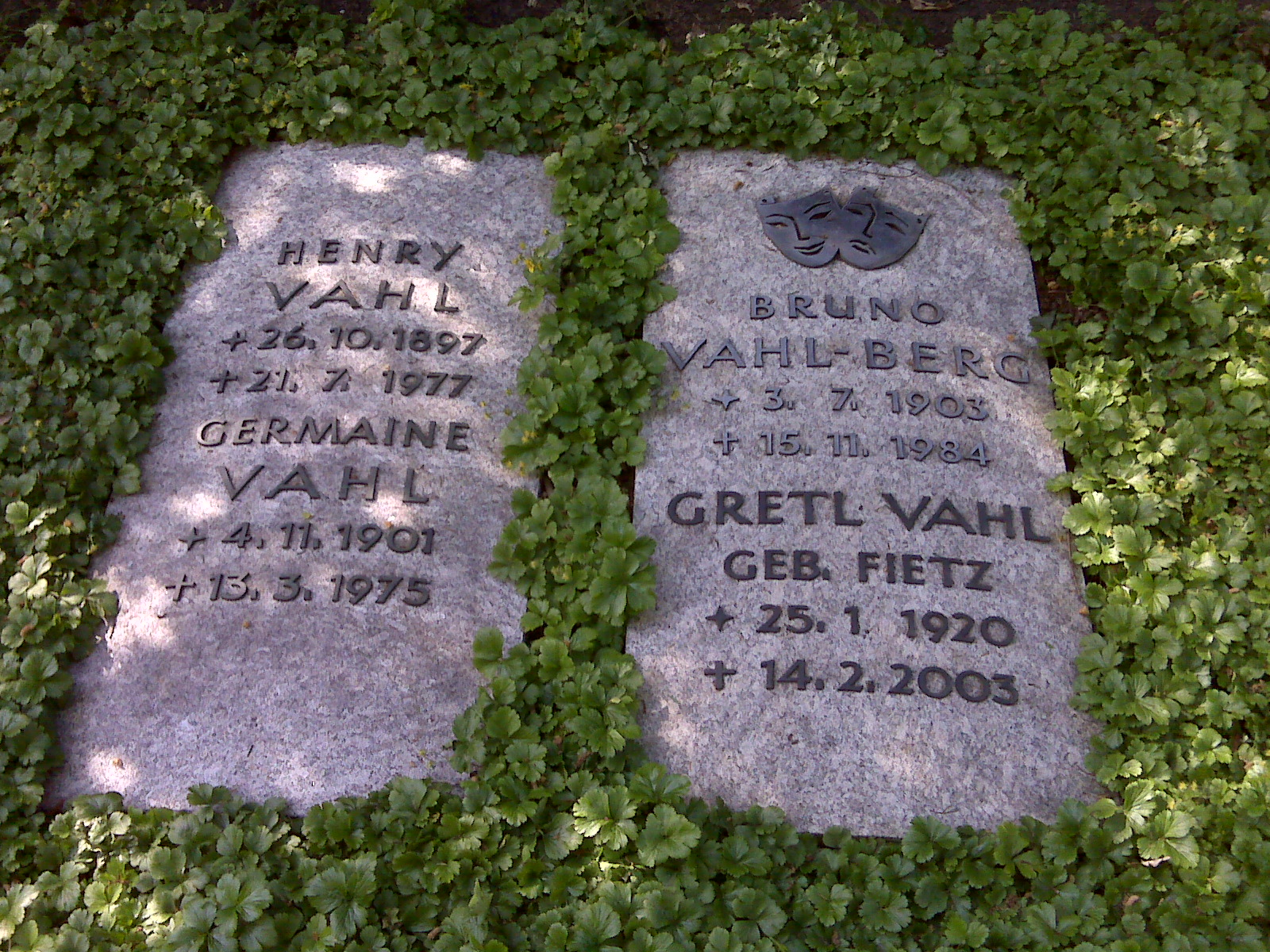
Das Grab von Henry und Bruno mit ihren Ehefrauen auf dem Friedhof Ohlsdorf

Bruno Vahl-Berg (* 3. Juli 1903 in Stralsund; † 15. November 1984 in Hamburg) war ein deutscher Schauspieler. Er war der jüngere Bruder von Henry Vahl und Onkel von Edgar Bessen.

## Biografie
Bruno Vahl hatte als technischer Zeichner auf einer Werft in Stralsund gearbeitet. Als er 1949 aus sowjetischer Kriegsgefangenschaft zurückkehrte, brachte ihn sein Bruder Henry, der ein Engagement am Kieler Stadttheater hatte, dort als Inspizienten unter.
Unter anderem war er bei Helmuth Gmelin am Theater im Zimmer und später im Ensemble des Ernst-Deutsch-Theaters und des Ohnsorg-Theaters engagiert.
Den Namenszusatz „-Berg“ für seinen Künstlernamen legte er sich schon in frühen Jahren zu, damit man die beiden Brüder auseinanderhalten konnte. Er ist neben seinem Bruder Henry auf dem Friedhof Ohlsdorf begraben.

## Filmografie
- 1959: Die Nacht vor der Premiere
- 1962: Leben des Galilei
- 1962: Stahlnetz: In jeder Stadt …
- 1962: Stahlnetz: Spur 211
- 1963: Hafenpolizei – Licht im Wasser
- 1964: Polizeirevier Davidswache
- 1964: Stahlnetz: Rehe
- 1964: Hafenpolizei – Der Nachtwächter
- 1965: Das Feuerzeichen (Fernsehfilm)
- 1965: Ein Tag – Bericht aus einem deutschen Konzentrationslager 1939
- 1965–71: Die Unverbesserlichen
- 1965: 4 Schlüssel
- 1965: Abenteuerliche Geschichten – Das zweite Gesicht
- 1965: Gestatten, mein Name ist Cox – Das Collier
- 1966: Intercontinental Express – Anschluss Karlsruhe
- 1967: Der dritte Handschuh
- 1967: Landarzt Dr. Brock; Folge: Das Gerücht
- 1967: Großer Mann was nun? (Fernsehserie)
- 1968: Polizeifunk ruft – Der Spindmarder
- 1968: Polizeirevier 21 (Fernsehfilm)
- 1968: Spedition Marcus
- 1969: Der Schelm von Istanbul (Fernsehfilm)
- 1969: Percy Stuart – Suchen Sie meinen Mörder
- 1969–71: Familie Bergmann (Fernsehserie)
- 1969: Auf der Reeperbahn nachts um halb eins
- 1970: Polizeifunk ruft – Falscher Alarm
- 1970: Perrak
- 1973: Bauern, Bonzen und Bomben
- 1973: Tatort – Cherchez la femme oder die Geister vom Mummelsee (Fernsehreihe)
- 1974: Hamburg Transit – Die Postlady
- 1974: Tatort – Gift
- 1975: Tatort – Kurzschluß